# سما (ألقورات)
سما (بالفارسية: سماء) هي مستوطنة تقع في إيران في قسم ألقورات الريفي. يقدر عدد سكانها بـ 87 نسمة .